# Gare de Dommartin - Lissieu
Ne pas confondre avec les gares de Dommartin et de Dommartin - Remiencourt
La gare de Dommartin - Lissieu est une gare ferroviaire française située sur la commune de Lissieu et à proximité de Dommartin dans le département du Rhône et la région Auvergne-Rhône-Alpes.

## Situation ferroviaire
La gare est située sur la ligne de Paray-le-Monial à Givors-Canal, entre la gare de Civrieux-d'Azergues au nord-ouest et celle de Dardilly-le-Jubin au sud.

## Histoire
En 2012, la gare a été déplacée de quelques centaines de mètres, passant ainsi de la commune de Dommartin à celle de Lissieu, dans le quartier du « Bois-Dieu ».
À partir de juillet 2022, la gare est fermée à la circulation en raison de travaux de rénovation de la ligne entre Tassin et Lozanne et est desservie par un service d'autocars de substitution. Le trafic ferroviaire reprend à compter du 6 novembre 2023.

## Service des voyageurs

### Accueil
Halte SNCF, c'est un point d'arrêt non géré (PANG) à entrée libre. Elle est accessible à pied et dispose d'un parking. 

### Dessertes
Dommartin - Lissieu est desservie par des trains du réseau TER Auvergne-Rhône-Alpes (ligne Lozanne - Lyon).